# Ornaczańska Przełęcz
Ornaczańska Przełęcz (1795 m) – przełęcz w grzbiecie Ornaku pomiędzy jego wierzchołkami: Ornakiem (1854 m) i Zadnim Ornakiem (1867 m). Są to dwa środkowe z czterech niewybitnych wierzchołków Ornaku. Ornaczańska Przełęcz to szerokie, trawiaste siodło, stopniowo zarastające kosodrzewiną. Jest najgłębszą z trzech niewielkich przełęczy Ornaku (pozostałe to Wyżnia Ornaczańska Przełęcz i Kotłowe Siodło). Jej zachodnie zbocza opadają Żlebem na Przełęcz do Doliny Starorobociańskiej (odgałęzienie Doliny Chochołowskiej). Zbocza wschodnie opadają do wielkiego Ornaczańskiego Żlebu w Dolinie Pyszniańskiej, będącej górną częścią Doliny Kościeliskiej. Dawniej cały rejon przełęczy i jej strome zbocza były wypasane, stanowiły teren pastwiskowy Hali Ornak (zbocza wschodnie) i Hali Stara Robota (zbocza zachodnie).

## Szlaki turystyczne
– zielony szlak biegnący z Iwaniackiej Przełęczy przez cały grzbiet Ornaku, Siwą Przełęcz i Siwe Turnie na przełęcz Liliowy Karb. Czas przejścia: 2:20 h, z powrotem 1:55 h

## Przypisy

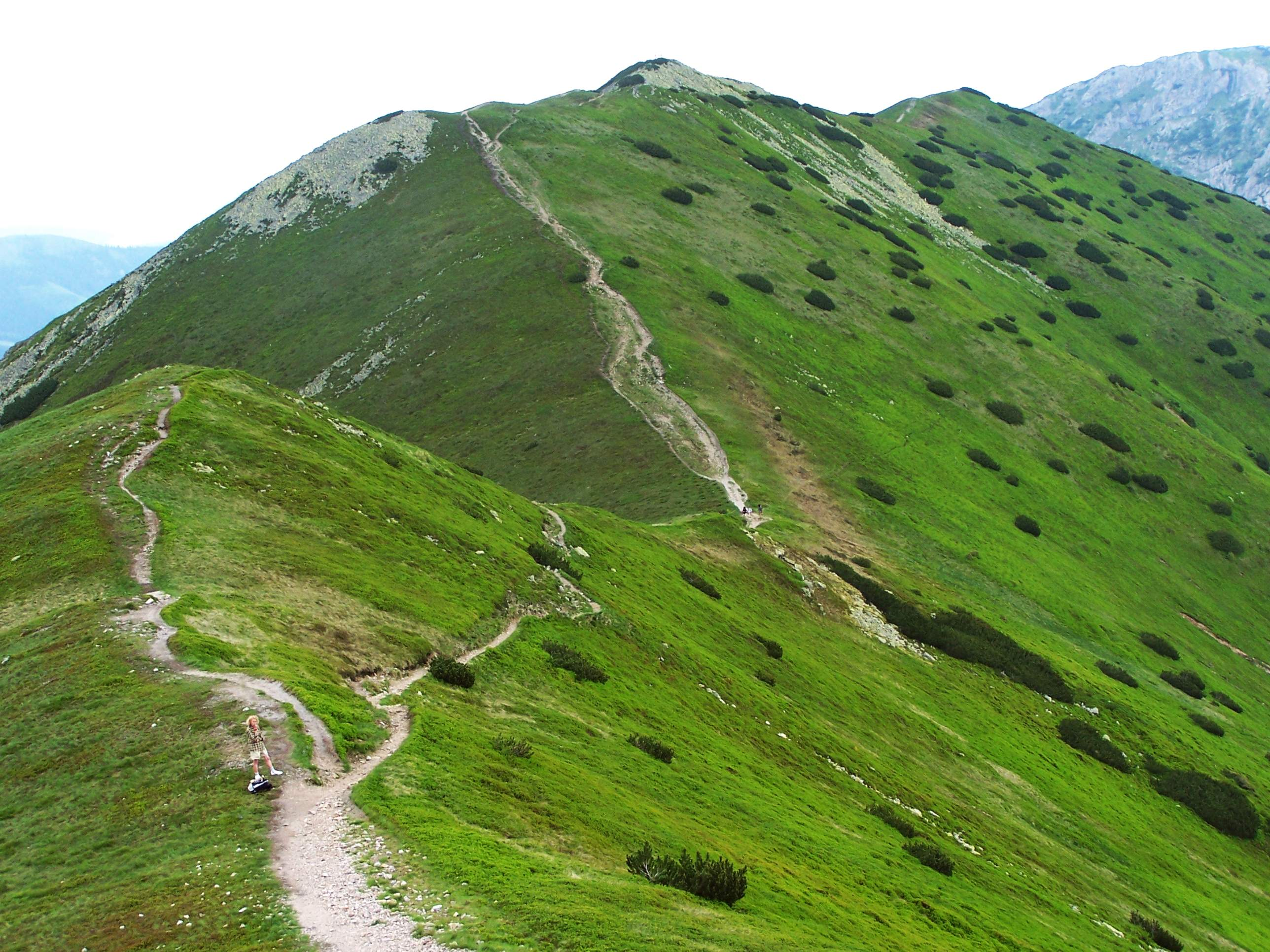
Ornaczańska Przełęcz i Ornak. W głębi Kominiarski Wierch